# Molí de Calatrava (Amposta)
El molí de Calatrava és un antic mas i molí d'arròs d'Amposta inclòs a l'Inventari del Patrimoni Arquitectònic de Catalunya.

## Descripció
És un edifici aïllat del seu entorn i de les terres que en principi li devien correspondre, per la construcció de la carretera comarcal 230 i de l'autovia C-12 que passa pel seu costat a un nivell més alt.
L'edifici es troba a la banda nord de l'antic camí i presenta un cos principal, amb planta baixa i dos pisos, cobert a dues aigües, més un altre, amb només un pis, adossat a l'oest. Encara que estructuralment estiguin diferenciats, semblen pertànyer a la mateixa etapa constructiva. Estan construïts amb maçoneria i maó a alguns sectors. Té la teulada a doble vessant, feta amb teula àrab. El cos més exterior és de només un vessant molt pronunciat.
La planta baixa té una porta a la façana nord i porxat a la façana est. Per darrere, a l'est, hi passa una séquia, que entra dins la casa. Això i el fet que passa per la vora una altra séquia, petita, fa pensar que en principi hagués estat emprat com a molí. Al primer pis hi ha finestres cobertes amb forja de ferro, i un balcó amb ampit. Les golfes s'obren a la façana est per damunt del porxat amb una porta.
A l'altra banda de l'antic camí hi havia una casa de planta quadrangular, amb planta baixa, pis i golfes; també de maçoneria i maó. Tenia la porta principal amb llinda i arc escarser de pedra, amb coberta a doble vessant. Actualment està enderrocada.

## Història
És un molí d'arròs, avui en desús, que estaria relacionat amb la puixança del cultiu d'aquest cereal a finals del segle xix, època en què es retira la prohibició de conrear-lo.
La simetria d'aquest tipus d'edifici és causada per l'organització de la feina que es reflecteix en una millor estructuració de l'espai, tant l'intern com l'extern.